# Roy Fisher
Roy Cromwell Fisher (Seattle, 16 dicembre 1968) è un ex cestista statunitense.